# Hippotis lasseri
Hippotis lasseri är en måreväxtart som beskrevs av Julian Alfred Steyermark. Hippotis lasseri ingår i släktet Hippotis och familjen måreväxter. Inga underarter finns listade i Catalogue of Life.